# Liquidazione
La liquidazione è un'operazione con cui si concludono dei rapporti patrimoniali riguardanti uno o più rapporti giuridici. 

## Generalità
Può riguardare vari ambiti come una proprietà, un rapporto di lavoro o una persona giuridica In particolare, la liquidazione dell'attivo (ad esempio in un fallimento) converte in moneta corrente valori quali: bene immobile, titoli di credito, assegno, merce o altro.
In una impresa, le operazioni di cessazione provocano la conclusione delle attività aziendali, attraverso la vendita di tutti i beni, la riscossione di tutti i crediti e il pagamento di tutti i debiti; al loro termine l'azienda risulta estinta. Ad esempio si ha liquidazione quando si vende tutta la merce a prezzi scontati per monetizzare il magazzino o le rimanenze. Altrettanto per la vendita finale delle scorte.